# 第303コシチュシコ戦闘機中隊 (イギリス空軍)

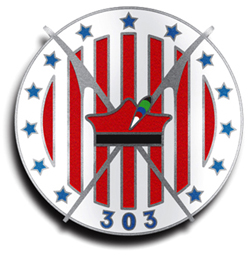
303 Polish Fighter Squadron Badge

第303コシチュシコ戦闘機中隊 (だい303コシチュシコせんとうきちゅうたい、英語: No. 303 “Kościuszko” Polish Fighter Squadron) とは、第二次世界大戦開戦後まもなくしてポーランド政府崩壊に伴い母国から脱出したポーランド人航空兵から編制された英国空軍の戦闘機中隊 (en) の1つを指す。ロンドンのポーランド亡命政府とイギリス政府との協定により1940年8月2日に編制され、第二次世界大戦後の1946年12月に解散された。以下、第303戦闘機中隊と略称する。
バトル・オブ・ブリテンに参加した連合軍の66個の戦闘機中隊のうちで最高の撃墜記録を挙げたことで名を馳せ、第二次大戦の伝説的存在となった。

## 名称
部隊名のコシチュシコはアメリカ独立戦争当時、植民地軍総司令官ジョージ・ワシントンの副官を務めたポーランド人のタデウシ・コシチュシコ将軍に由来する。ポーランド語では Warszawski Dywizjon im. Tadeusza Kościuszki と呼ばれる。ワルシャワ戦闘機中隊とも渾名される。

## 沿革
第303戦闘機中隊は、1940年8月2日に編制、8月31日に作戦行動を開始した。ポーランド人パイロットはしかし英語の専門用語、手順、操縦訓練に不慣れだったので、当初イギリス空軍将校が中隊長 (en) や小隊長 (en) としてポーランド人同僚を支援した。部隊名はアメリカ独立戦争のポーランド人英雄に由来するが、1919年から1921年にかけて戦われたポーランド・ソヴィエト戦争でも同名のコシチュシコ戦闘機中隊 (Kosciuszko Squadron) が存在した。「第303」という部隊番号も同戦争におけるポーランド軍戦闘機中隊に由来する。このような名誉名称の継承はヨーロッパではよく行われる。
1940年8月30日、第303戦闘機中隊はまだ公式に作戦行動していなかったが、ドイツのドルニエDo 17爆撃機を撃墜して最初の勝利を記録した。その後の作戦行動で第303戦闘機中隊はバトル・オブ・ブリテンに参加した連合軍の66個の戦闘機中隊のうちで最高の撃墜記録を挙げた。それもバトル・オブ・ブリテンが始まって2ヵ月経ってから参戦しての記録である。この成功はポーランド軍人の受けた母国での何年にもわたる長く厳しい訓練の結果と思われる。それに比較して英空軍の航空兵の大多数は若く未熟だった。コシチュシコ戦闘機中隊は最初の7日間で40機近くの敵機撃墜記録を挙げ、バトル・オブ・ブリテンの伝説的存在となった。パイロットたちは “The glamour boys of England”（イングランドの魅惑的な男たち）と呼ばれるようになった。休養のため10月11日に戦場から離れるまで、第303戦闘機中隊は6週間で126機の撃墜記録を挙げた。しかし損失も大きかった。18機のホーカー ハリケーン戦闘機が失われ、7人の隊員を亡くし、5人の隊員が重傷を負った。
ディエップ奇襲作戦のあいだにも、第303戦闘機中隊は連合軍の全戦闘機中隊のうちで最高の撃墜記録を挙げた。1942年4月11日に属する第11戦闘機群 (No. 11 Group) で行われた模擬空中戦競技で第303、第316、第315の3個のポーランド人戦闘機中隊が参加全22中隊中の上位3位を独占した。第303戦闘機中隊は余裕の1位だった。
第303戦闘機中隊は第二次世界大戦で最も実績のあるポーランド人戦闘機中隊であった。第303戦闘機中隊のパイロットたちはポーランド軍のうちで1946年のロンドン勝利記念パレードに参加を求められた唯一の戦闘機中隊であった。しかし彼らは参加を見合わせた。連合国によってポーランド人は原則的にモスクワ勝利記念パレードに参加すべきだと扱われたからである。ロンドンで第303戦闘機中隊のパイロットたちは例外扱いだった。前年の1945年7月6日にアメリカとイギリスはロンドンのポーランド亡命政府の公式承認を取り消した。ポーランドはソ連の後押する共産主義者の政府の手に落ちたのである。大戦終結時から、第303戦闘機中隊の士気は低下してきていた。それは連合国によるポーランド人に対する冷たい扱いからだった。同戦闘機中隊は、1946年12月に解散した。

## 第303戦闘機中隊の出撃回数
1940年7月19日から1945年5月8日まで
| 年       | 1940 | 1941 | 1942 | 1943 | 1944 | 1945 | 総計  |
| -------- | ---- | ---- | ---- | ---- | ---- | ---- | ----- |
| 出撃回数 | 1049 | 2143 | 1348 | 2075 | 2653 | 632  | 9900  |
| 飛行時間 | 1086 | 2743 | 1967 | 3693 | 5259 | 1118 | 15866 |

### 戦績
1940年9月1日から1945年5月8日まで
| バトル・オブ・ブリテン | 記録 |
| ---------------------- | ---- |
| 撃墜(公認)             | 126  |
| 撃墜(不確実)           | 13   |
| 撃破                   | 9    |

（バトル・オブ・ブリテンに参加した全敵軍機の4.7%）
| 1940-1945    | 記録    |
| ------------ | ------- |
| 撃墜(公認)   | 205 1⁄6 |
| 撃墜(不確実) | 40      |
| 撃破         | 28      |

（3機の地上破壊公認、3機の地上での損傷を含む）

## バトル・オブ・ブリテン時の戦闘機中隊長
- ズジスワフ・クラスノデンブスキ少佐（1940年8月2日 - 9月7日）
- ヴィトルト・ウルバノヴィチ中尉（1940年9月7日 - 10月22日）

バトル・オブ・ブリテン終了後からは、ズジスワフ・ヘンネンベルク中尉（1940年10月22日任命）からヴィトルト・ウォクチェフスキ少佐（1946年12月に戦闘機中隊解散によって解任）まで15人のポーランド人が戦闘機中隊長を引き継いだ。

## バトル・オブ・ブリテン時の主なパイロット
- ヨセフ・フランティシェク ‐ チェコ人。17機撃墜公認。
- ヴィトルト・ウルバノヴィチ ‐ 1940年9月5日より中隊長。バトル・オブ・ブリテン期間に15機撃墜公認（総計17機撃墜公認）。
- エウゲニウシュ・ホルバチェフスキ - 1941年8月21日から第303戦闘機中隊に配属。303中隊在籍中に公認3機、不確実1機の撃墜記録を持つも、後述のズムバッハと折り合いが悪く、配属から1年後には302中隊への転属を余儀なくされる。後に第43、第315中隊で中隊長を務める（総計13機撃墜公認）。
- ヤン・ズムバッハ ‐ 1942年5月19日より中隊長。バトル・オブ・ブリテン期間に8機撃墜公認（総計16.5機撃墜公認）。
- スタニスワフ・スカルスキ ‐ バトル・オブ・ブリテンの間は第303戦闘機中隊のほかに第501戦闘機中隊にも所属。後のポーランド人精鋭部隊、俗称「スカルスキのサーカス (Skalski's Circus)」指揮官（総計22機撃墜公認）。
- ロナルド・グスターヴ・ケレット（英語版） ‐ 第303戦闘機中隊の創成期の指揮官。イギリス人。バトル・オブ・ブリテン期間に5機撃墜公認。
- ジョン・A・ケント（英語版） ‐ カナダ人（総計11機撃墜）。

## 第303戦闘機中隊を題材とした映画
- 『壮烈303戦斗機隊[1]』（ポーランド映画、フーベルト・ドラペラ（ポーランド語版）監督、1958年、原題：Historia jednego myśliwca） ※『壮絶303戦斗機隊』の日本語タイトルも[2]
- 『バトル・オブ・ブリテン 史上最大の航空作戦』（イギリス・ポーランド合作映画、デヴィッド・ブレア（英語版）監督、2018年、原題：Hurricane）
- 『スクワッド303 ナチス撃墜大作戦』（ポーランド・イギリス合作映画、デニス・デリック監督、2018年、原題：Dywizjon 303）